# Pála Birodalom
Pála birodalom és uralkodódinasztia volt Dél-Ázsia Bihár és Bengál régióiban a 8. századtól a 12. századig. A Pála név jelentése "védelmező". A dinasztia valamennyi uralkodójának neve ezzel a szóval végződött.
A birodalom alapítója Gopála volt, Bengál első független buddhista uralkodója, aki választással került a trónra 750-ben Gaurban. Uralkodása alatt, amely 770-ig tartott, kiterjesztette a birodalom uralmát egész Bengálra.
Utóda Dharmapala volt, aki a következő évtizedben Észak-India domináns hatalmává tette a birodalmat.
A Pálák szívesen házasodtak a Kanaudzs Királyság urai, a hindu Gahadvala-dinasztia tagjaival.
A Pála uralkodóház a mahájána buddhizmus követője volt. Sok fennmaradt templom és műalkotás emlékeztet korukra. A Palák támogatták Nalanda és Vikramasila egyetemeit is, és jelentős szerepük volt a buddhizmus tibeti meghonosodásában.
A Pála Birodalom a 12. században hullott szét, a korábban hűbéreseik közé tartozó Szenák felemelkedő dinasztiájának támadásai alatt.

## A Pála Birodalom uralkodói

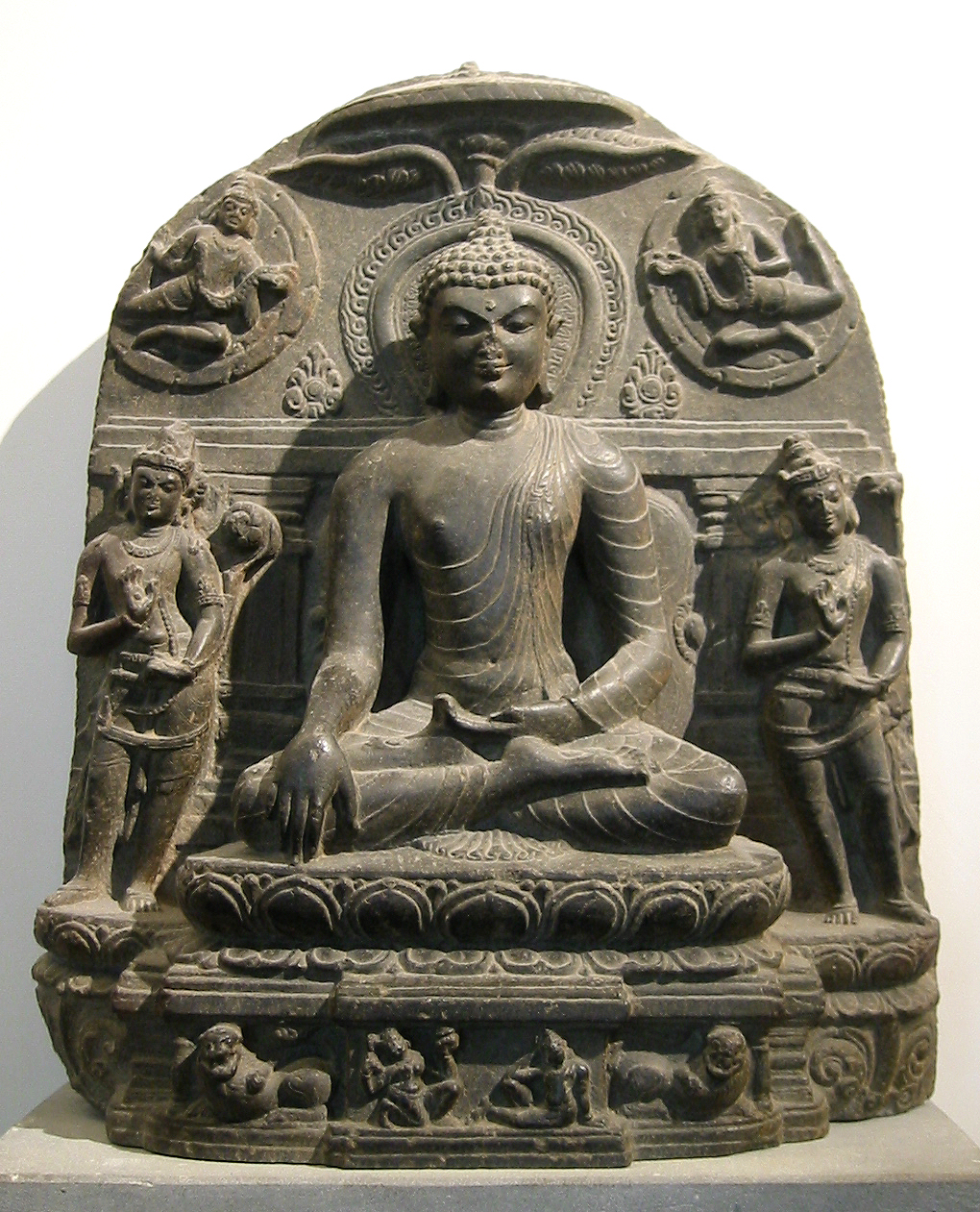
A Buddha és bodhiszattvák, 11. századi alkotás, Pála Birodalom.